# 费德里奥
《费德里奥》（Fidelio），也译为菲岱里奥，原名《里奧諾雷》（Leonore），是贝多芬第72號作品，也是他唯一的一部歌剧。歌剧的最终版本是两幕剧，但首演的时候是三幕。

## 簡說
- 音乐：路德维希·凡·贝多芬
- 脚本：让·尼可莱·布伊利、约瑟夫·馮·索恩莱特纳、乔治·弗里德里希·台治克（也译弗里德里希·格奥尔格·特莱什克）
- 三個版本
  - 首演：1805年11月20日在维也纳[1]
  - 第二稿：1806年3月29日在维也纳[2]
  - 终稿：1814年5月23日在维也纳
- 演出时间：大约2.5小时
- 劇情地点：西班牙国家监狱，离塞维利亚几里远
- 劇情时间：18世纪

## 背景

### 创作过程
1803年維也納河畔劇院院长伊曼紐爾·希卡內德（Emanuel Schikaneder）请贝多芬为他的歌剧院写一部歌剧，當時預計使用的劇本是《維絲塔之火》（Vestas Feuer，一部古羅馬時代的英雄劇）。希卡內德希望藉由此劇的成功，加強同駐院作家貝多芬之間的關係。第二年，贝多芬与歌剧院的新领导人布劳恩（Braun）男爵签了约。贝多芬采纳了宫廷剧院秘书约瑟夫·馮·索恩莱特纳（Joseph von Sonnleithner）的建议，采用一部法国歌剧脚本，即让·尼可莱·布伊利的《里奧諾雷，或夫妇之爱》（Léonore ou L'amour conjugal）。这部歌剧的题材在法国大革命的背景之下不乏原型人物，妇女英勇而机智地将自己的丈夫救出牢狱，这一题材符合当时人们的口味。
布伊利的脚本由法国作曲家皮耶·嘉沃谱曲，1798年2月19日在巴黎費多劇院上演。此版劇本包含二幕、十三首音樂，相當程度啟發了貝多芬。此外，意大利文脚本的《里奧諾拉》也值得一提，由斐迪南·佩尔谱曲的《里奧諾拉》於1804年10月3日在德勒斯登演出，收到欢迎。索恩莱特纳的德语版十分忠于原著，也按照贝多芬的要求，将原来的12首歌扩大到18首，但沿用了當中不少音樂序號。

### 劇名
貝多芬起初希望使用《里奧諾雷》一稱，劇院为了避免与佩尔版本相混淆，将标题改为《費德里奧》。

### 演出
歌剧的总谱于1805年秋天完成，原先計畫10月15日在维也纳首演，但因為戰事影響而推遲至11月20日演出。由于当时维也纳被法国占领，本地人不愿意与法国官兵在一起看戏，所以首演的反映十分冷淡，演出三场后就停演了。后来贝多芬将原来的三幕压缩为二幕，让情节更紧凑，改寫後的序曲稱「里奧諾雷第3号」。《費德里奧》的第二版于1806年3月29日在维也纳上演，并受到了热烈的欢迎。之後由于贝多芬认为自己在财政上受到了欺骗，在演出了五场后，他收回了总谱。此后的8年《費德里奧》没有登上过舞台。
1814年《費德里奥》的演出权被转让给宫廷剧院，贝多芬同意继续修改。这个浩繁的工程真使贝多芬花尽心血，他为此还记下了250页的笔记。导演兼剧作家乔治·弗里德里希·台治克加工并润色了文字，贝多芬也重新改写了乐曲，从而使主人公的悲剧形象更突出，作品的主题思想更加彰显，就是里奧諾拉那种具体的高尚的救夫行动被强调了。1814年5月23日《费德里奥》以最终的形式上演，并获得重大的成功，这已是9年时间了。

### 出版
1826年於法國，內容為1814年演出的第三版。

## 劇情

### 角色
- 唐·费南多（Don Fernando），大臣，男中音
- 唐·皮扎罗（Don Pizarro），国家监狱长，男中音
- 弗洛伦斯坦（Florestan），囚犯，男高音
- 利奥诺拉（Leonora），弗洛伦斯坦之妻，化名“费德里奥”（Fidelio），女高音
- 罗可（Rocco），监狱看守，男低音
- 马捷琳娜（Marcelline），罗可的女儿，女高音
- 雅丘诺，门卫，男高音
- 第一位囚犯，男高音
- 第二位囚犯，男低音
- 守卫士兵；囚犯；群众，合唱

### 情节

#### 第一幕
政治犯典狱长皮扎罗怕自己的罪行被弗洛伦斯坦揭发，罗织了罪名让弗洛伦斯坦入狱。弗洛伦斯坦之妻利奥诺拉女扮男装并化名费德里奥潜入监狱，到监狱看守罗可手下工作。罗可的女儿马捷琳娜爱上了费德里奥，并且冷落自己的未婚夫雅丘诺。费德里奥利用罗可对自己的信任，说服罗可，让自己也可以跟随着与囚犯接触。但罗可有一个条件，就是费德里奥不能接近一名被特别关闭的囚犯。利奥诺拉猜想，这就是自己的丈夫。
皮扎罗来视察，因为他收到风声，大臣会来监狱视察，所以他一下子就提高了警觉。若大臣发现了弗洛伦斯坦没死，真相就会暴露。所以不是弗洛伦斯坦死，就是他亡。他命令罗可下手谋杀掉弗洛伦斯坦。罗可开始还拒绝，但后来在金钱的诱惑下还是服从了。他要和费德里奥为弗洛伦斯坦挖一个墓。利奥诺拉十分愤怒，她请求罗可，让囚犯们出来透透气，暗中观察一下，丈夫可在里面。但遗憾在囚犯中并不见弗洛伦斯坦的身影。皮扎罗对罗可十分愤怒。

#### 第二幕
在地牢里，弗洛伦斯坦出现幻觉，看到妻子利奥诺拉像天使一样出现了。利奥诺拉请求罗可，给这囚犯一点酒和面包。他很快就认出了囚犯就是自己的丈夫，但弗洛伦斯坦却没有认出她。皮扎罗来了，弗洛伦斯坦与之争论起来。皮扎罗手里拿着匕首上前。 突然，利奥诺拉上前插在二人之间，拿出一支手枪顶住皮扎罗。千钧一发之际，嘹亮的小号声宣布着大臣来了。皮扎罗要逃跑。弗洛伦斯坦和利奥诺拉得救了，互相拥抱。大臣认出了弗洛伦斯坦，查出了真情，释放了监狱的囚犯。

## 音乐
《费德里奥》是一部带有对白的编号歌剧，特别是第一景，监狱看守罗可的性格就是通过对白大大变的鲜明起来的。（但现在的演出对白都会被大大删减的）。第一幕里罗可的咏叹调，马捷琳娜与雅丘诺的二重唱听起来是如此的柔和，简朴又明快。他们三人加上利奥诺拉的四重唱是歌剧的高潮。还有在第一幕里有着歌剧史上最出名最动人的场景，囚徒的合唱。
在费德里奥和罗可为弗洛伦斯坦掘墓的那一景，他两人之间的对白有乐队伴奏。人们称之为旋律剧。
利奥诺拉和弗洛伦斯坦的对手戏中的音乐，充分体现着贝多芬的交响乐思维，他并没有过多的考虑人声的特质。这一段对演唱者来说是难度极大的。乐队的伴奏在监狱的场景里渐渐变的尖锐和不和谐（特别是皮扎罗的复仇之歌以及皮扎罗和罗可的二重唱里面）而利奥诺拉在第一幕的咏叹调和弗洛伦斯坦第二幕的咏叹调都是先有一段吟诵，然后再接入的。
在全劇張力的最高點，貝多芬引用了自己1790年寫作的一首葬禮聖歌（無編號作品，第87首）。這是紀念帝國皇帝約瑟夫二世去世的作品，曲中描述約瑟夫致力於使他的國家脫離黑暗、專制與暴力，而藉由引用，這種政治意識形態也被過渡至《費》劇當中。

### 序曲
一共有4首序曲。1号C大调序曲可能根本没正式上演过（它是为布拉格的演出设计的，但演出取消了），直到贝多芬逝世后以作品第138号发表。2号是首演时用的。3号《大利奥诺拉序曲》让贝多芬觉得内容太广了。现在大多的做法是，在第2幕终场前演奏，作为过渡，并为背景转换赢得时间（马勒首先这么做）。第4号费德里奥序曲，是贝多芬在终稿时创作的，从此，就用这最后一首作为歌剧的序曲。

## 評價
承前所述，作為誕生於革命時期的作品，《費》劇可以很容易地在現實中找到對照的角色，這也使得該劇一直擁有相當的人氣。回顧劇中幾個主要角色，費南多帶來希望，但實則是有限的；他承諾可以幫忙，但沒有權力大赦天下。相對的，皮扎羅有邪惡的動機，但沒有進一步向外擴張統治的意圖。又或者是羅可，他的行事風格前衛，但在監獄中卻展現了泯滅人性的面向。他們都不是完全正／邪的角色，然而最後仍然不敵時代大勢，可以說此劇是歐洲近代歷史上一個相對渾沌的時期的寫照。更有論者認為，《費》劇保有對光明的信心，「是斷言文明優於野蠻的最後一齣歌劇。」從當代的視角出發，這些思想都是必然的，是人類文明避無可避的（啟蒙思想，包括平等、寬容與人道等），即使可能遭到挑戰。是以就本質上來說，毋寧說《費》劇是一齣悲劇。「『費』劇留下悲慘的感覺並非因為它與事實不符，而是因為貝多芬的理想離我們太遙遠了。」
不過，對於前述的看法，也有人表示反對，認為貝多芬沒有摻入這些政治哲學的思想，至少從音樂和戲劇的角度來看，這仍是一部正面的歌劇。

## 影响
- 1822年扮演利奥诺拉的德国女高音歌唱家威海敏娜·施罗德·德瑞安使得该剧在海外名声大噪。她还使得瓦格纳体验到歌剧的魅力。据瓦格纳本人提到，这对他自己日后的艺术创作影响深远。
- 1904年马勒的演绎为后世确立范本。1928年在列宁格勒的无产阶级版引起大轰动。宣布大臣到步的小号声响起后，在背幕上打出大字：后面的情节是国王释放了所有囚犯。这有违我们的阶级思想，我们要揭下这假面具。

## 录音節選
- 奥托·克伦佩勒指挥爱乐管弦乐团
- 卡拉扬指挥柏林爱乐管弦乐团
- 费伦茨·弗里乔伊指挥巴伐利亚国家歌剧院管弦乐团和合唱团
- 伯恩斯坦指挥维也纳爱乐管弦乐团 DG
- 柯林·戴维斯爵士指挥巴伐利亚广播交响乐团
- 富特文格勒指挥维也纳爱乐管弦乐团
- 伯姆指挥德勒斯登國立歌劇院管弦樂團

## 其他
- PHILIPS旗下的Fidelio系列產品即以此為名